# 新世界秩序 (政治學)
新世界秩序指國際關係的權力平衡下的深刻變革，與世界治理一詞相關。新世界秩序曾指第一次世界大戰後由伍德羅·威爾遜為國際聯盟成立的合理化開始，後來亦用來指涉聯合國及布雷頓森林體系， 再之後亦在後冷戰時期，由米哈伊爾·戈爾巴喬夫與喬治·H·W·布希的美蘇大國合作后的新世界秩序。